# 서아시아 경기 대회
서아시아 경기 대회(영어: West Asian Games)는 서아시아 13개국이 참가하는 종합 스포츠 대회로, 4년에 한 번 개최되며, 서아시아 경기 대회 연맹이 이 대회를 주관한다.

## 참가국
- 이란
- 이라크
- 사우디아라비아
- 아랍에미리트
- 요르단
- 카타르
- 레바논
- 시리아
- 쿠웨이트
- 바레인
- 남예멘
- 북예멘
- 오만
- 팔레스타인

## 개최지
|        | 서아시아 경기 대회 | 서아시아 경기 대회 | 서아시아 경기 대회 |
| ------ | ------------------ | ------------------ | ------------------ |
| 연도   | 회                 | 도시               | 나라               |
| 1997년 | 1                  | 테헤란             | 이란               |
| 2002년 | 2                  | 쿠웨이트시티       | 쿠웨이트           |
| 2005년 | 3                  | 도하               | 카타르             |